# Croatie au Concours Eurovision de la chanson 2016
La Croatie est l'un des quarante-deux pays participants du Concours Eurovision de la chanson 2016, qui se déroule à Stockholm en Suède. Le pays est représenté par Nina Kraljić et sa chanson Lighthouse, sélectionnées en interne par le diffuseur croate HRT. Lors de la finale, le pays termine 23e, recevant 73 points.

## Sélection
Le diffuseur croate confirme sa participation à l'Eurovision 2016 le 8 décembre 2015. Nina Kraljić est annoncée comme représentante le 24 février 2016. Sa chanson, intitulée Lighthouse, est présentée le 9 mars 2016.

## À l'Eurovision
La Croatie participe à la première demi-finale, le 10 mai 2016. Le pays arrive en 10e position avec 133 points ce qui lui permet de se qualifier pour la finale où il arrive 23e avec 73 points.